# Selliguea pui
Selliguea pui är en stensöteväxtart som beskrevs av Peter Hans Hovenkamp.
Selliguea pui ingår i släktet Selliguea och familjen Polypodiaceae. Inga underarter finns listade i Catalogue of Life.